# Morningstar Air Express
Morningstar Air Express Inc., действующая как Morningstar Air Express — частная грузовая авиакомпания со штаб-квартирой в городе Эдмонтон (провинция Альберта), Канада. Компания работает в рамках генерального соглашения с корпорацией FedEx Express на перевозку грузов из Монреаля в Виннипег, а также выполняет все заказы сторонних компаний на грузовые перевозки воздушным транспортом.
Главным транзитным узлом (хабом) авиакомпании и её аэропортом базирования является Центральный городской аэропорт Эдмонтона.

## История
Авиакомпания Brooker Wheaton Aviation была основана летом 1970 года двумя бизнесменами из Эдмонтона, Доном Уитоном и Бивом Брукером, и начала операционную деятельность осенью того же года. Быстрое развитие компании в течение 1970-х годов было обусловлено резким ростом экономики провинции Альберта за счёт всеобщего нефтяного бума и бурного развития промышленного производства. К началу 1980-х годов авиакомпания расширила сферу собственной деятельности с выполнения грузовых рейсов до услуг по перепродаже, сервисному и техническому обслуживанию самолётов Cessna.
В начале 1980-х годов авиакомпания вывела из эксплуатации поршневые самолёты, продолжила увеличение своего воздушного парка за счёт тубовинтовых лайнеров и реактивных самолётов авиации общего назначения, а также вышла на рынок оказания услуг по сдаче самолётов в краткосрочную аренду. В середине 1980-х Дональд Уитон становится единственным владельцем перевозчика. К конца 1980-х годов воздушный флот авиакомпании пополняется несколькими самолётами Fairchild Metroliner и Cessna 208 Caravan.
В июле 1990 года авиакомпания подписала договор на эксплуатацию двух самолётов Boeing 727 корпорации FedEx Express для обеспечения грузовых перевозок между крупными городами Соединённых Штатов и Канады. В ноябре 1991 года к данному контракту добавился лайнер Fokker F-27.
В январе 1992 года компания сменила своё название на действующее в современном периоде Morningstar Air Express. Собственниками перевозчика являются Дональд Уитон (50 %) и Ким Уорд (50 %).

## Пункты назначения
Основная деятельность Morningstar Air Express заключается в обеспечении грузовых авиаперевозок для FedEx Express между городами Виктория, Ванкувер, Эдмонтон, Калгари, Виннипег, Тандер-Бей, Торонто, Монреаль, Квебек, Монктон, Шарлоттаун и Галифакс.

## Флот
По состоянию на март 2009 года воздушный флот авиакомпании Morningstar Air Express составляли следующие самолёты:
- 1 × ATR 42-300F
- 5 × Boeing 727-200F
- 6 × Cessna 208 Caravan

## Авиапроисшествия и несчастные случаи
- 6 октября 2005 года. Самолёт Cessna 208, выполнявший грузовой рейс из Виннипега в Тандер-Бей (провинция Онтарио), разбился на подходе к аэропорту назначения. Пилот пыталась избежать падения неисправного самолёта на жилой массив, поэтому в результате катастрофы погибла только пилот Цессны[3].